# Protophyta benigna
Protophyta benigna là một loài bướm đêm trong họ Geometridae.